# Kid Kumlin
Anna Majbritt Kumlin, känd som Kid Kumlin, ursprungligen Melin, född 2 mars 1934 i Indals-Lidens församling i Medelpad, Västernorrlands län, död 28 januari 2020 i Ingatorp, Jönköpings län var en svensk målare, poet och sångtextförfattare.

## Biografi
Kid Kumlins föräldrar separerade när hon var nyfödd och fadern försvann ur bilden. Kid Kumlin kom som barn med modern till Kumla där hon växte upp inom pingströrelsen och tog namnet Kumlin efter sin styvfar. Hon utbildade sig till sjuksköterska och arbetade vid hjärtkliniken på Södersjukhuset i Stockholm. Vid sidan om arbetet ägnade hon sig åt konsten och hade sin första utställning 1968 i Stockholm.
År 1973 lämnade hon arbetet inom sjukvården och flyttade till Småland där hon bosatte sig i Hults gamla prästgård för att på heltid kunna ägna sig åt måleriet. 1975 sålde hon prästgården och köpte Pensionat Brämö i Ingatorp, också Småland, som hon renoverade och gav namnet Kumlingården. Här har hon alltsedan dess verkat och bland annat hållit musik- och lyrikaftnar. Det var också här hon gjorde en Gudsupplevelse som blev betydelsefull för henne.
Kid Kumlins förebilder är Pablo Picasso, Marc Chagall, Pär Lagerkvist och Gunnar Edman. Hennes målningar har ofta varit inspirerade av rymden och Bibeln. De har alltmer kommit att beröra förföljelserna mot judarna. Verken finns representerade vid Stockholms läns landsting, Gävleborgs läns landsting, Örebro läns landsting, Jönköpings läns landsting, Stockholms skolrotel, Kumla kommun, Lunds kommun, Oskarshamns kommun, Eksjö kommun och Nässjö kommun.
År 1994 gav hon ut diktsamlingen Förbränningens natt och senare den självbiografiska Resfeber som även innehåller ett antal dikter under rubriken Vatten och lera. Kid Kumlin har även gett ut DVD:erna Drömmen om försoning (2004) och En målares väg och möten (2008). Hon har också gjort flera sånger i samarbete med den kristna artisten Christina Gunnardo.